# Куликова, Татьяна Юрьевна
Татьяна Юрьевна Куликова (род. 21 ноября 1993, Томск) — российская волейболистка, центральная блокирующая.

## Биография
Начала заниматься волейболом в томской ДЮСШ № 2. В 2010 приглашена в Казань, где выступала за фарм-команды ВК «Динамо-Казань» в чемпионате России среди дублёров суперлиги, а с 2011 — во вновь образованной Молодёжной лиге. В 2010—2013 параллельно играла и за основной состав «Динамо-Казань», став в 2012 обладателем Кубка России, а в 2013 — чемпионкой России.
В 2013—2014 на правах аренды один сезон отыграла в Волгодонске, а в 2014—2020 выступала за команды из Воронежа, Уфы и Красноярска в суперлиге и высших лигах «А» и «Б». В 2020 заключила контракт с «Уралочкой-НТМК».

### Клубная карьера
- 2010—2013 —  «Динамо-Казань»-2 (Казань);
- 2010—2013 —  «Динамо-Казань» (Казань);
- 2013—2014 —  «Импульс» (Волгодонск);
- 2014—2015 —  «Воронеж» (Воронеж);
- 2015—2019 —  «Уфимочка-УГНТУ»/«Самрау-УГНТУ» (Уфа);
- 2019—2020 —  «Енисей» (Красноярск);
- 2020—2022 —  «Уралочка-НТМК» (Свердловская область);
- 2022—2023 —  АЭК (Афины);
- с 2023 —  «Тервиль-Флоранж Олимпик».

## Достижения
- чемпионка России 2013;
  - серебряный призёр чемпионата России 2022.
- победитель розыгрыша Кубка России 2012.
- серебряный призёр Молодёжной лиги чемпионата России 2013.
- серебряный призёр розыгрыша Кубка Сибири и Дальнего Востока 2019.
- победитель розыгрыша Кубка Греции 2023.